# تلموني
تلموني بلدية جزائرية في دائرة مصطفى بن براهيم  التابعة لولاية سيدي بلعباس شمال غرب الجزائر.